# Gon
Gon eller nygrad är en vinkelenhet motsvarande 1/100 av en rät vinkel.  På ett varv är det 400 gon. Begreppet är ett försök att anpassa vinkelenheter till decimala talsystemet.  På grund av att gon är lättare att addera och genom tidigare reglering i lag används enheten i det mesta av den geodetiska mätverksamheten i Sverige.

## Underenheter
Varvet delas in i 400 gon, en gon delas in i 100 bågminuter (100') och en minut delas in i 100 bågsekunder (100"). Det gör att det är mycket enklare att räkna med vinklar i gon än vinklar i grader.
Vanligt förekommande är även underenheten milligon (mgon), en tusendels gon eller 10 sekunder, och ibland används även centigon, en hundradels gon eller en minut, och i samband med benämningen nygrader (g) även nyminuter (c) och nysekunder (cc). Värt att notera är att det annars finns en viss förväxlingsrisk då det med minut och sekund oftast avses underenheter till (vanlig) grad.

## Nygraden och metern
Då metern ursprungligen definierades som en tiomiljondel av avståndet mellan ekvatorn och nordpolen var skillnaden i latitud längs en kilometer av en meridian på jordytan per definition exakt en nyminut. På grund av jordens avplattning vid polerna och  meterns avvikelse från den tänkta definitionen är latitudskillnaderna för en kilometer varierande, och inte exakt men mycket nära en nyminut. (Detta motsvarar sambandet mellan latitudskillnaderna per distansminut och vanliga bågminuter.)